# Liste des évêques de Glandèves
Pour un article plus général, voir Ancien diocèse de Glandèves.
Liste des évêques du diocèse de Glandèves, siégeant à Entrevaux (Alpes-de-Haute-Provence) à partir du XIe siècle. 
Pour certains historiens, un premier évêché a été créé au Ve siècle à Briançonnet, qui avait obtenu le droit de cité dès 63, puis a été déplacé à Glandèves après que les destructions dues aux grandes invasions.
À partir de 1388, cet évêché va se trouver à cheval sur deux États, le comté de Provence qui va relever du royaume de France en 1481, et le comté de Nice, qui va dépendre du comte puis duc de Savoie, puis roi de Sicile en 1713 et finalement roi de Sardaigne en 1720. L'évêché comprenait 50 paroisses. En 1760, après la rectification des frontières, il y a 23 paroisses en France et 27 dans le comté de Nice. Cette répartition va nécessiter la nomination d'un administrateur ecclésiastique nommé par l'évêque avec l'approbation de la cour de Savoie et résidant à Puget-Théniers.

## Haut Moyen Âge
Au total, il n'existe que cinq citations de prélats pour le VIe siècle, et une seule pour le Xe siècle.
- Fraterne 451 (l’existence de cet évêque cité dans Gallia est douteuse[3])
- Claude 541 : le premier évêque attesté : il est représenté au concile d'Orléans de 541[3].
- Basile 549,554
- Promotus 573
- Agrèce 585-588

## Bas Moyen Âge
- Guy (Hugues) 975 ou 991-1012
- Pons Ier 1020 ou 1029-1056 ou 1057
- Pons d’Aicard 1091,1095
- Pierre Ier 1095-1103?
- Hubert 1108,1146
- Isnard Ier 1149,1165
- Raimond 1179
- Isnard Grimaldi 1190
- Pierre de Glandevès 1213-1225
- p (Pierre ou Pons) 1238-1245
- Manuel 1246,1253
- Boniface? 1289,1290
- Guillaume 1294-1308
- Anselme Féraud de Glandevès 1309 ou 1316-1327 ou 1328
- Jacques de Moustiers 1328 ou 1329-1340 ou 1345
- Hugues 1345
- Bernard 1353-1365
- Elzéar d’Albe 1365-1367
- Bertrand Lagier (Latgier) 1368-1372 ou 1378
- Jean Ier 1372 ou 1375-1391 ou 1402
- Herminc de Viscarustède 1391-v.1404
- Jean Boniface 1404 ou 1405-1415 ou 1426
- Louis de Glandevès 1415-1420
- Paul du Caire 1420-1424 ou 1427-1446
- Jean Boniface II 1425-v.1445
- Pierre Marini 1447-1465 ou 1445-1457
- Marin 1457-v.1467
- Jean Inguimbert de Montigny 1468-1469
- Mariano de Latvo 1470-1494 ou 1469-1492

## Époque moderne
- Christophe de Latvo 1493-1509
- Symphorien Bullioud  1509-1520, puis évêque de Bazas
- Philippe Terrail 1520-1532
- Jacques Terrail 1532-1535
- Louis de Charny 1535-1539 élu mais jamais confirmé ni consacré.
- Imbert Isserand 1539-1548
- Martin Bachet 1550-v.1555 ou 1564-1572. N'a jamais été nommé.
- Aimar de Maurigon 1548-1564 ou 1557-1564. Décès en 1568.
- Hugolin Martelli nommé en 1568 pour succéder ) A. de M., prise de possession en 1572-démission en 1591, décédé près de de Florence, à Vitiana, en 1592
- Clément Isnard 1593-1604, 1609[4] ou 1612
- Octave Isnard 1605-1625
- René Le Clerc 1627-1651
- François Faure 1651-1652 ou 1654
- Jean-Dominique Ithier 1654-1672
- Léon Bacoué 1672-1685
- François Verjus 1685-1686
- Charles de Villeneuve-Vence 1686-1702
- César de Sabran 1702-1720
- Dominique Laurent Des Balbes de Berton de Crillon 1721-1747
- André-Dominique-Jean-Baptiste de Castellane 1748-1751
- Jean-Baptiste de Belloy 1751-1755
- Gaspard de Tressemanes de Brunet 1755-1771
- Henri Hachette des Portes 1771-1790 pour la partie française du diocèse de Glandèves, 1793 pour la partie du comté de Nice (mort en 1798), dernier évêque de Glandèves. Le diocèse est supprimé (1790).